# Emoia battersbyi
Espèce
Synonymes
- Lygosoma battersbyi Procter, 1923

Emoia battersbyi est une espèce de sauriens de la famille des Scincidae.

## Répartition
Cette espèce est endémique de Nouvelle-Guinée. Elle se rencontre en Papouasie-Nouvelle-Guinée et en Nouvelle-Guinée occidentale en Indonésie.

## Étymologie
Cette espèce est nommée en l'honneur de James Clarence Battersby.

## Publication originale
- Procter, 1923 : On new and rare reptiles and batrachians from the Australian region. Proceedings of the Zoological Society of London, vol. 1923, p. 1069-1077 (texte intégral).